# Rostrale migratoire stroom

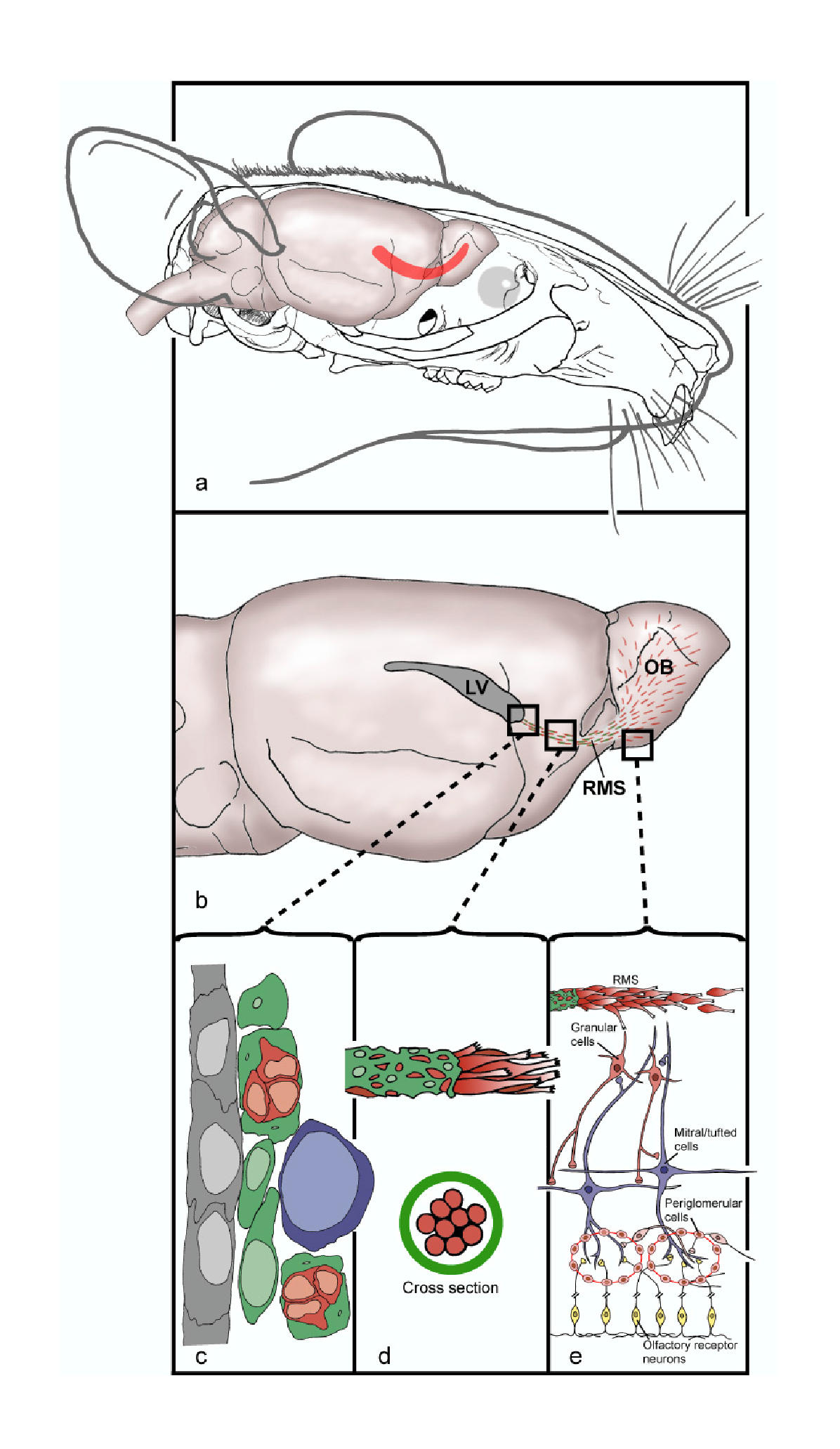
(a) Hoofd van een muis. De locatie van de hersenen en de rostrale migratoire stroom (RMS) waarlangs de nieuw aangemaakte neuroblasten naar de bulbus olfactorius migreren zijn te zien (in rood). (b) De migratie van nieuw aangemaakte neuroblasten begint vanuit de subventriculaire zone bij de zijventrikel, gaat verder langs de rostrale migratoire stroom en eindigt in de bulbus olfactorius waar rijpe interneuronen ontstaan. (c) Schematische weergave van de cytoarchitectuur van de rostrale migratoire stroom langs de ventrikel. Ependymatische cellen (grijs) vormen een monolaag langs de ventrikel met astrocyten (groen), neuroblasten (rood) en transitoire progenitoren (paars). (d) Schematische weergave van de migratie van neuroblasten langs de rostrale migratoire stroom. Astrocyten (groen) omringen de migrerende neuroblasten (rood) en worden verondersteld de neuroblasten te sturen. (e) Migrerende neuroblasten gaan de bulbus olfactorius binnen, migreren straalsgewijs en leiden tot korrelcellen of periglomerulaire cellen.

Met de rostrale migratoire stroom (RMS) wordt bij sommige diersoorten de weg bedoeld die de voorgangers van zenuwcellen die in de subventriculaire zone zijn aangemaakt in de hersenen vanuit de zijventrikels afleggen voordat ze de voornaamste bulbus olfactorius bereiken alwaar ze uiteenvallen in interneuronen. Bewezen is dat neurogenese in de subventriculaire zone ook tijdens de volwassenheid blijft doorgaan.